# La Famiglia degli Ortega
La Famiglia degli Ortega foi um grupo de rock progressivo italiano, ativo na primeira metade dos anos 1970.

## História
A banda se forma em Gênova, e deve o seu nome aos dois irmãos venezuelanos Ortega, guitarristas e fundadores do grupo. Entre os componentes, Alberto Canepa, colaborou em estúdio e ao vivo com i Delirium, participando com eles do Festival de Sanremo, em 1972.
Em 1972, se apresentam no Genova Pop Festival, reforçando a evidência do estilo que funde o rock progressivo com o folk. Conseguem um contrato com a Carosello, que publica o seu 33 rotações no ano sucessivo. No álbum, além de sete composições próprias, há um rearranjamento do canto tradicional inglês John Barleycorn, já reproposto, em 1970 pelo Traffic no disco John Barleycorn Must Die. Para as gravações colaboram os bateristas Paolo Siani e Tullio De Piscopo, além do tecladista Antonio Marangolo. Entre os colaboradores externos há o baterista Carlo Pascucci, que participa de alguns espetáculos ao vivo e algumas transmissões televisivas na Itália e no exterior.
O grupo publica ainda dois 45 rotações, continuando a exibição em toda a Itália. Em 1974, participa com a música Stanlio e Ollio da manifestação canora Un disco per l'estate, efetuando em seguida um tour pelos Estados Unidos junto ao cantor Michele. No retorno a banda se dissolve por conta de algumas diferenças artísticas. Canepa, Biggi e Martini desejavam desenvolver um discurso mais ligado à atualidade política, algo que farão depois do encontro com o cantor Gian Piero Alloisio, dando vida à banda Assemblea Musicale Teatrale.
Em 1995, a Vinyl Magic reeditou o disco, que se tornou um dos mais procurados entre os colecionadores, em CD.

## Formação
- Alberto Canepa: voz, percussão
- Ruben Ortega: guitarra, percussão
- Nestor Ortega: guitarra, percussão
- Giorgio Buganza: baixo
- Gianni Martini: guitarra, voz
- Bruno Biggi: guitarra
- Isabella Lombardi: voz solista feminina
- Pierfranco Ledda: voz
- Iolanda Andreoli, Gianna Ducci, Delia Ducci: coro

## Discografia

### 33 rotações
- 1973: La Famiglia degli Ortega (Carosello, CLN 25029)

### 45 rotações
- 1973: Awamalaia/Sogno di una casa (Carosello, CI 20349)
- 1974: Stanlio e Ollio/Una vecchia corriera chiamata "Harry Way" (Carosello, CI 20374)

### CD
- 1973: La Famiglia degli Ortega (Vinyl Magic), VM 062)